# Aizoanthemopsis
Aizoanthemopsis (лат.) — монотипный род растений семейства Аизовые (Aizoaceae), подсемейства Aizooideae. На 2023 год, включает один вид — Aizoanthemopsis hispanica.

## Распространение
Природный ареал охватывает: Алжир, Балеарские острова, Канарские острова, Кипр, Египет, страны Персидского залива, Иран, Ирак, Италия, Кувейт, Ливан, Сирия, Ливия, Мадейра, Марокко, Оман, Палестина, Саудовская Аравия, Синай, Испания, Закавказье, Тунис, Туркменистан. 
Вид был интродуцирован в Капской провинции ЮАР.

## Таксономия
Aizoanthemopsis Klak, первое упоминание в Taxon 66: 1165 (2017).

### Виды
По данным сайта Plants of the World Online на 2023 год, род включает один подтвержденный вид:
- Aizoanthemopsis hispanica (L.) Klak